# Chelypus wuehlischi
Espèce
Chelypus wuehlischi est une espèce de solifuges de la famille des Hexisopodidae.

## Distribution
Cette espèce est endémique de Namibie. Elle se rencontre vers Gobabis.

## Description
Le mâle holotype mesure 10 mm.

## Étymologie
Cette espèce est nommée en l'honneur de M. von Wühlisch.

## Publication originale
- Roewer, 1941 : Solifugen 1934-1940. Veröffentlichungen aus dem Deutschen Kolonial und Uebersee-Museum in Bremen, vol. 3, no 2, p. 97-192 (texte intégral).